# Gunungiella aanafizzga
Gunungiella aanafizzga är en nattsländeart som beskrevs av Malicky 1993. Gunungiella aanafizzga ingår i släktet Gunungiella och familjen stengömmenattsländor. Inga underarter finns listade i Catalogue of Life.